# Phryxe horiensis
Phryxe horiensis là một loài ruồi trong họ Tachinidae.